# Sophia Anne Caruso
Sophia Anne Caruso (11 de julio de 2001) es una actriz, cantante y bailarina estadounidense conocida por originar el papel de Lydia Deetz en el musical de Broadway Beetlejuice, un papel por el que ganó un Theatre World Award. También interpretó a Sophie en la película La Escuela del Bien y del Mal, en 2022. Otros créditos teatrales incluyen Girl en Lazarus (2015-17) e Iris en The Nether (2015).

## Biografía
Caruso nació el 11 de julio de 2001 en Spokane, Washington, siendo hija de Steve Caruso, un ex golfista profesional de club, y Deena Caruso, propietaria de varias tiendas de ropa y joyas. Es la menor de tres hijos. Caruso participó en el teatro infantil local de Spokane desde los 7 años, antes de pasar al teatro en Spokane Civic Theatre y Interplayers Professional Theatre. Caruso hizo su debut profesional en 2011 a los nueve años cuando interpretó a Helen Keller en la producción del Interplayers Professional Theatre de The Miracle Worker en Spokane.
El último papel de Caruso en Spokane fue el de Tina Denmark en Ruthless! The Musical en Interplayers en junio de 2012. Sin embargo, nunca se estrenó porque el actor David Gigler se desplomó en el escenario durante un ensayo pocos días antes del estreno, tras lo cual falleció.
En 2012, ella y su familia se mudaron a Nueva York para que Caruso pudiera dedicarse a la actuación profesionalmente.

## Carrera

### Teatro
En 2014, Caruso pudo repetir su papel de Tina Denmark en Ruthless! The Musical durante una temporada limitada en el Triad Theatre. El mes siguiente, interpretó el papel de Charlotte van Gotheem en Little Dancer en el Kennedy Center en Washington D. C.
En 2015, Caruso apareció en la obra de off-Broadway The Nether en el MCC Theatre, por la que recibió una nominación a los Premios Lucille Lortel como Actriz Destacada Destacada en una Obra. Más tarde ese año, Caruso originó el papel de "Girl" en el musical de David Bowie Lazarus en el New York Theatre Workshop en Manhattan.
Luego hizo su debut en Broadway como The Girl en Blackbird en el Teatro Belasco. Más tarde ese año, apareció en el conjunto de la producción de concierto puesta en escena de Encores! de Runaways en el New York City Center. En octubre de 2016, repitió su papel de "Girl" en Londres en la producción de "Lazarus" del King's Cross Theatre, por la que recibió una nominación en los WhatsOnStage Awards como "Mejor Actriz de Reparto en un Musical".
En 2017, Caruso originó el papel de Lydia Deetz en un taller del musical Beetlejuice, repitiendo el papel en la prueba del musical en el National Theatre en Washington D. C., antes de protagonizar la producción de Broadway a partir de marzo de 2019.
 She won a Theatre World Award for the role. Caruso abandonó el espectáculo abruptamente el 19 de febrero de 2020, utilizando su rescisión contractual para buscar trabajo en cine y televisión.

### Música
El sencillo debut de Caruso, "Toys", fue lanzado el 22 de mayo de 2020. La canción fue producida por Henry Hey, quien trabajó con Caruso como director musical de Lazarus, y Nick Littlemore de Empire of the Sun. En julio de 2022, Caruso lanzó otro sencillo, "Snow & Ice".

### Películas
Caruso fue elegida para protagonizar junto a Sofia Wylie como Sophie en la película de fantasía de Netflix La Escuela del Bien y del Mal, una adaptación de la serie de libros de Soman Chainani, estrenada en 2022.

### Televisión
En enero de 2025, se anunció que Caruso fue elegida como Miss Goldenweek para la segunda temporada de la serie de Netflix One Piece, basada en el manga del mismo nombre de Eiichiro Oda.

## Discografía
Sencillos
- "Toys" (2020)[16]
- "Goodbye" (2021)[21]
- "Snow & Ice" (2022)[17]
- "Thing Like That" (2022)

Álbumes de teatro
- Lazarus Original Cast Recording (2016)[22]
- Beetlejuice Original Broadway Cast Recording (2019)[23]
- The Liz Swados Project (2020)[24]

## Premios y nominaciones
| Año  | Premio                      | Categoría                                                  | Obra        | Resultado |
| ---- | --------------------------- | ---------------------------------------------------------- | ----------- | --------- |
| 2015 | Lucille Lortel Award        | Mejor Actriz Destacada en una Obra de Teatro               | The Nether  | Nominada  |
| 2016 | Lucille Lortel Award        | Mejor Actriz Principal en un Musical                       | Lazarus     | Nominada  |
| 2016 | Outer Critics Circle Award  | Mejor Actriz de Reparto en un Musical                      | Lazarus     | Nominada  |
| 2016 | WhatsOnStage Award          | Mejor Actriz de Reparto en un Musical                      | Lazarus     | Nominada  |
| 2019 | Theatre World Award         | Debut Destacado en un Escenario de la Ciudad de Nueva York | Beetlejuice | Ganadora  |
| 2020 | Clive Barnes Award          | Premio al Artista Teatral                                  | Beetlejuice | Nominada  |
| 2024 | Broadway.com Audience Award | Actriz Destacada Favorita en una Obra de Teatro            | Grey House  | Nominada  |